# Chastre
Chastre (in vallone Tchåsse) è un comune belga di 6 819 abitanti, situato nella provincia vallona del Brabante Vallone.